# Benjamin Fisher
Pour les articles homonymes, voir Fisher.
Pour l’article ayant un titre homophone, voir Benjamin Fischer.
Benjamin Fisher né en 1753 et mort le 29 septembre 1814 en Angleterre est un officier et peintre topographe anglais.

## Biographie
À la fin des années 1760, il étudie le dessin à la Royal Military Academy de Woolwich sous l'influence de Paul Sandby. Entre 1785 et 1796, il voyage en Amérique du nord britannique et réalise des aquarelles de certaines villes dont Québec, Montréal et Niagara Falls. Fisher termine sa carrière militaire en Irlande, où il est nommé major général.
À l'été 2003, on découvre au sous-sol du collège Balliol, des aquarelles et des dessins de Fisher dans un lot d'archives ayant appartenu à un des descendants de l'artiste, le professeur Sir John Conroy. Cette découverte se propage à l'international et, en octobre 2003, le collège Balliol confie la vente des dessins à la maison d'encan londonienne Bonhams. Grâce à la Loi sur l'exportation et l'importation de biens culturels, le Musée national des beaux-arts du Québec et Bibliothèque et Archives Canada obtiennent l'aide du ministère du Patrimoine canadien pour le rapatriement de treize aquarelles au Canada.

## Musées et collections publiques
- Bibliothèque et Archives Canada[5]
- Musée national des beaux-arts du Québec[6]

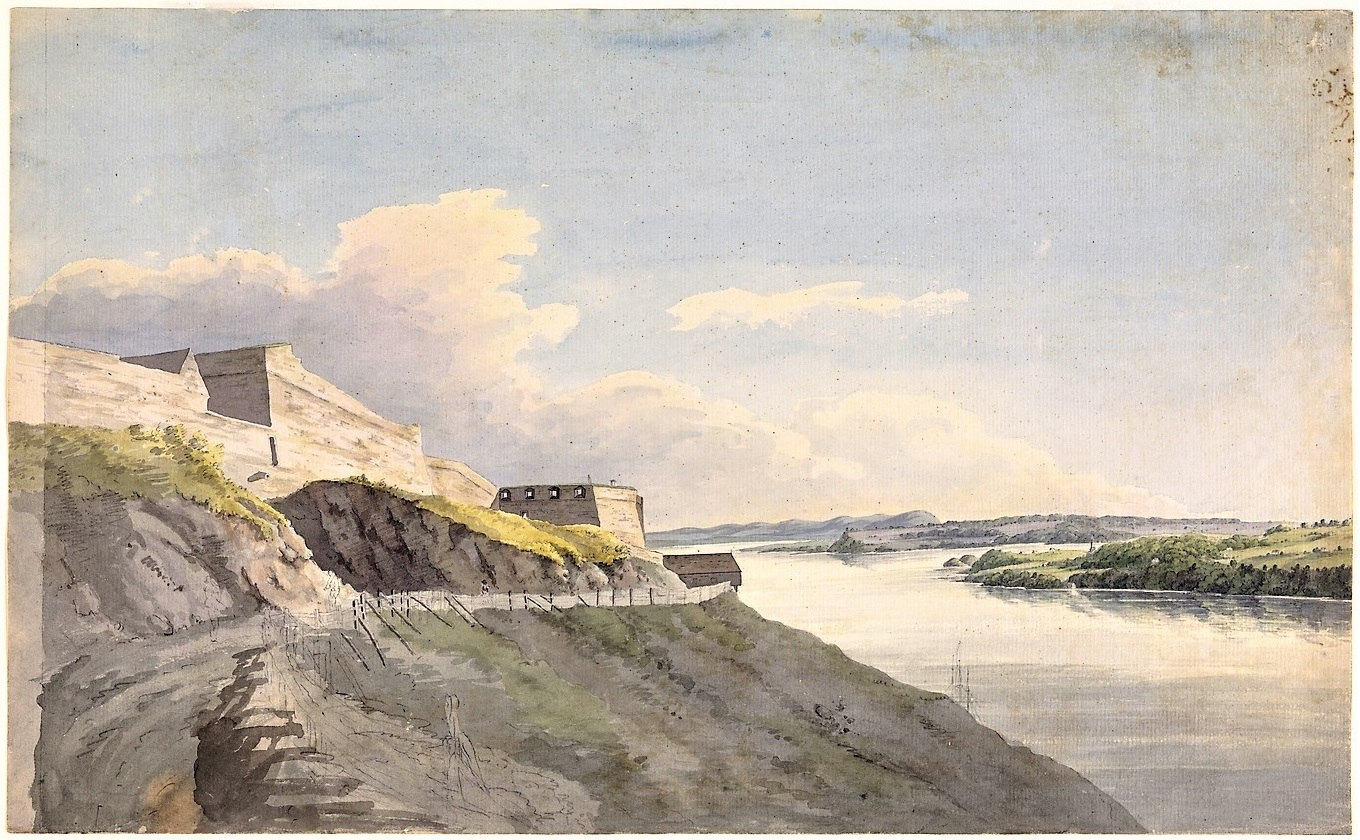
Le Cap Diamant, Québec
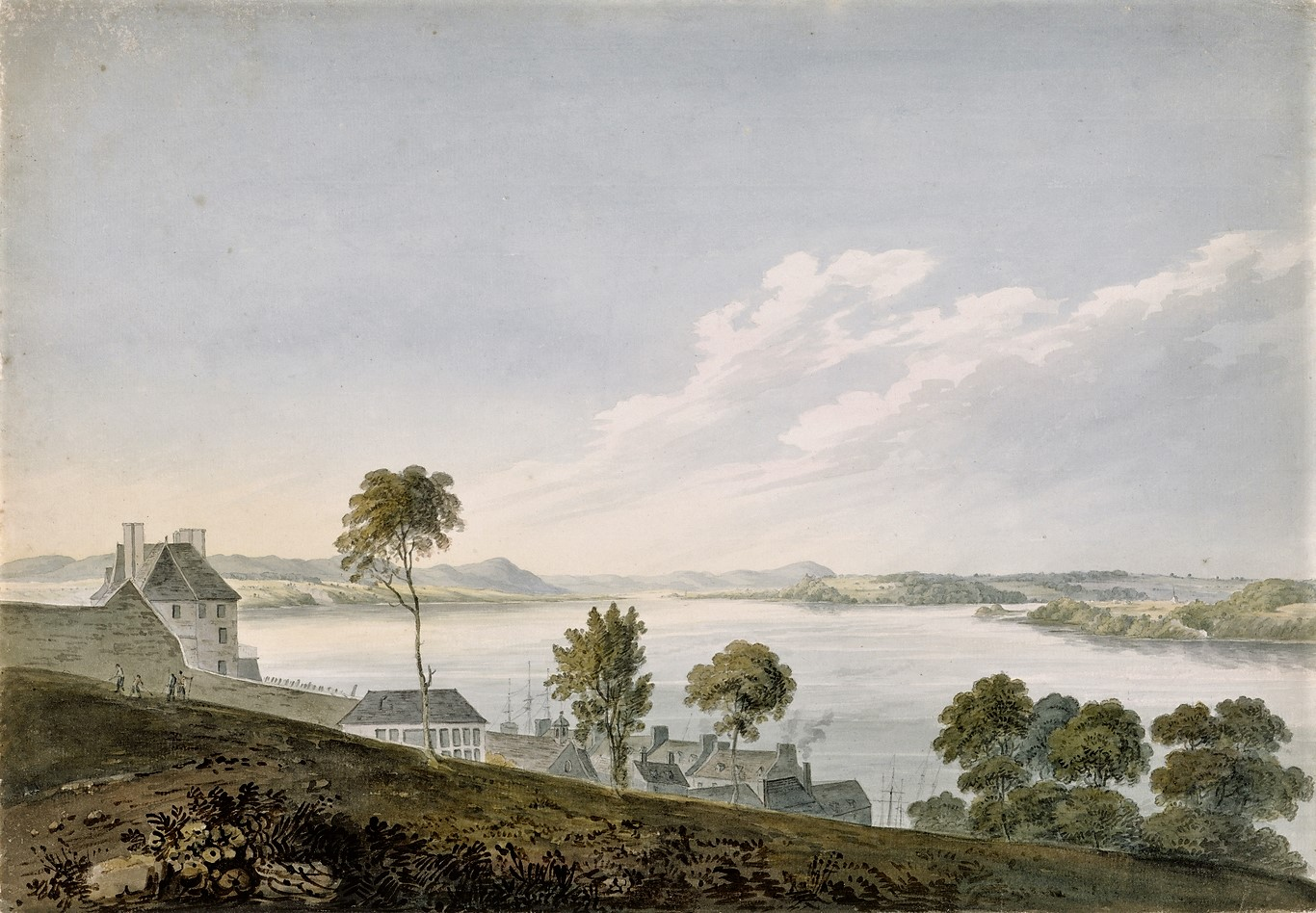
Le Fleuve Saint-Laurent vu de la Haute-Ville de Québec
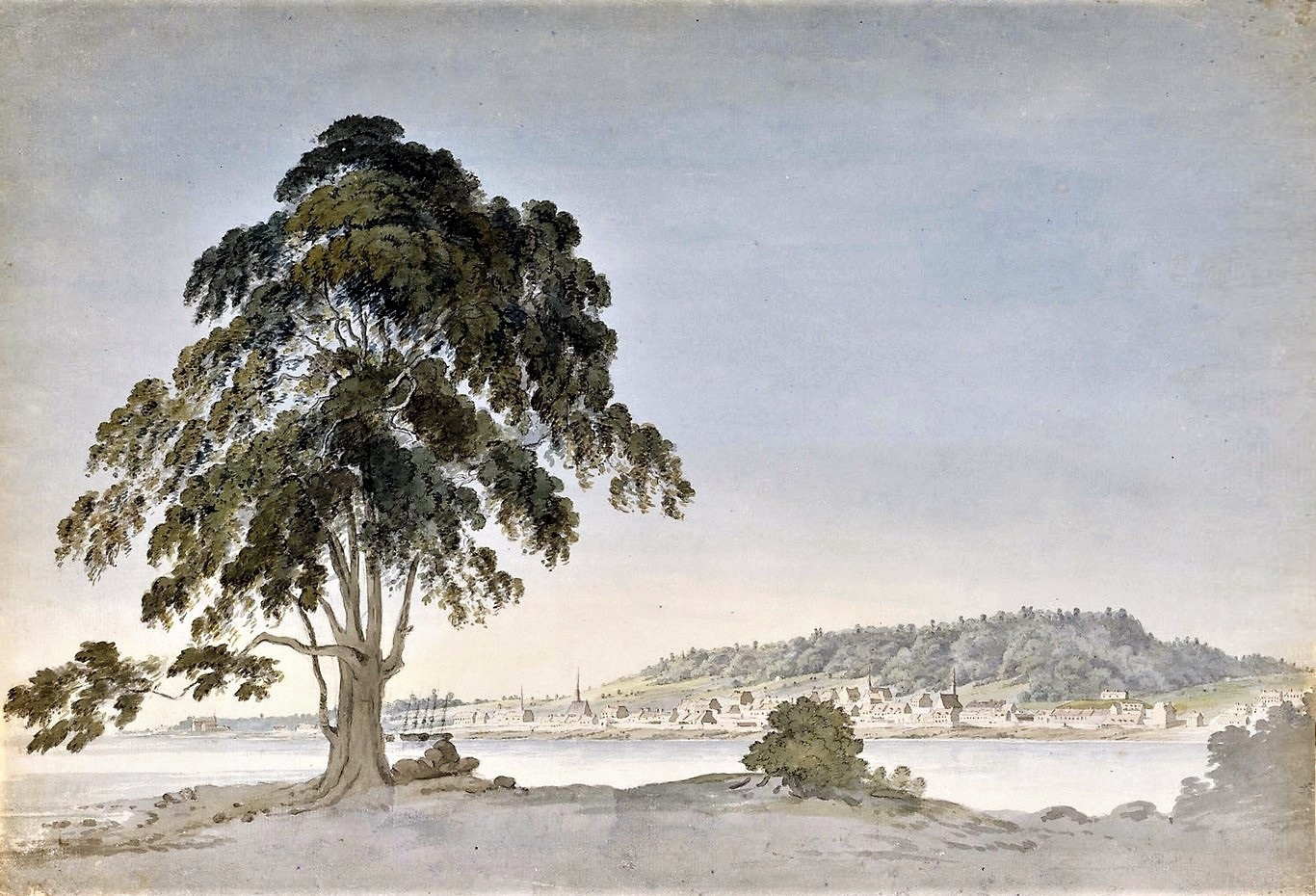
Montréal vu de l'île Sainte-Hélène